# Geraldo Ferreira Reis
Geraldo Ferreira Reis (* 1. Oktober 1911 in Alpinópolis, Minas Gerais; † 22. Juni 1995) war ein brasilianischer Geistlicher und römisch-katholischer Bischof von Leopoldina.

## Leben
Geraldo Ferreira Reis empfing am 21. Juni 1936 das Sakrament der Priesterweihe für das Bistum Guaxupé.
Am 16. Juni 1961 ernannte ihn Papst Johannes XXIII. zum Bischof von Leopoldina. Der Bischof von Guaxupé, Inácio João Dal Monte OFMCap, spendete ihm am 24. August desselben Jahres die Bischofsweihe; Mitkonsekratoren waren der Bischof von Uberaba, Alexandre Gonçalves do Amaral, und der Bischof von Governador Valadares, Hermínio Malzone Hugo. Geraldo Ferreira Reis wählte den Wahlspruch Cum sanctis tuis („Mit deinen Heiligen“). Er nahm an allen vier Sitzungsperioden des Zweiten Vatikanischen Konzils teil.
Papst Johannes Paul II. nahm am 5. August 1985 das von Geraldo Ferreira Reis vorgebrachte Rücktrittsgesuch an.